# 于受慶
于受慶，江蘇省揚州府江都縣人，清朝政治人物、進士出身。
光緒十六年（1890年），参加光緒庚寅科殿試，登進士二甲64名。同年五月，改翰林院庶吉士。光緒二十年四月，散館，授翰林院編修。